# Благое Стефков
Благое Стефков или Благоя Стефковски (на македонска литературна норма: Благоје Стефков или Благоја Стефковски) с псевдоним Гойчо Минтан е югославски комунистически партизанин.

## Биография
Роден е на 15 август 1915 година в Куманово. От 1933 г. е член на СКМЮ. През 1935 година става член на ЮКП. Пише за скопския вестник „Наша реч“ под псевдонима Гойчо Минтан. Отделно издава песните Реч на болната тутунска аргатка (1939), Чирак (1940) и Любов (1940). Завършва два класа в гимназията преди Втората световна война. След това работи като шивач. През септември 1940 година участва на Покрайненската конференция на ЮКП за Македония и е избран за член на Покрайненския комитет и делегат на Петата земска конференция на ЮКП в Загреб. Поради семейни причини се отказва и не отива в Загреб и е изключен от ЮКП. През 1941 година все пак е избран за член на Местния комитет на ЮКП за Куманово. След това е затворен от българската полиция и изпратен в Иваница, България. Там остава до март 1941 г. След това се завръща в Македония и е член на Военния щаб в Куманово. Политически секретар е до 1943 г. От февруари до април 1943 г. е арестуван от българските власти и лежи в Скопския затвор, а след това е изпратен в лагер в Тракия. През 1944 година излиза от лагера и става първоначално заместник-командир, а след това и политически комисар на Кумановския народоосвободителен партизански отряд, а след това и на Брегалнишко-струмишкият корпус. Делегат е на Първото заседание на АСНОМ. Излиза от войната с чин полковник. След това завършва гимназия и по-късно Правния факултет на Скопския университет. В периода 1945 – 1953 г. е помощник-командир по тила на военен окръг в Скопската армейска област. От 1953 до 1954 г. е на същия пост в Сараево, а след това 1956 г. и в Белград. Завършва Висша военна академия в Белград. През 1962 г. достига чин генерал-майор. От 1956 г. служи в гарнизона в Скопие до смъртта си на 3 декември 1965 г. Бил е военен прокурор и участва в съдебните процеси през 40-те години срещу сътрудниците на окупатора. Два пъти е народен представител в Събранието на Социалистическа република Македония. За него има издадена книга „Благоја Стевковски – Гојчо, прилози кон биографијата“ от Йордан Цеков през 2006 г.

## Награди
- Партизански възпоменателен медал, 1941 година;
- Орден за храброст;
- Орден за военни заслуги със златни мечове
- Орден на братството и единството със златен венец;
- Орден на Народната армия със златна звезда
- Орден Партизанска звезда с пушки;
- Орден за заслуги за народ със сребърна звезда;
- Медал за 10 години ЮНА;
- Медал за 20 години ЮНА.